# San Francisco Libre
San Francisco Libre là một khu tự quản thuộc tỉnh Managua, Nicaragua. Khu tự quản San Francisco Libre có diện tích 668 ki lô mét vuông. Đến thời điểm năm 2005, huyện San Francisco Libre có dân số 9416 người.